# 揖斐川橋梁 (東海道新幹線)
揖斐川橋梁（いびがわきょうりょう）は、岐阜県大垣市の揖斐川に架かる東海道新幹線（岐阜羽島駅 - 米原駅）の橋梁である。1964年（昭和39年）、東海道新幹線開業時に開通した橋梁である。

## 概要
- 供用：1964年（昭和39年）
- 延長：492.8m
- 区間：岐阜県大垣市平町[1]

安八郡安八町と大垣市の間と誤解されやすいが、上流にある大垣大橋と同様、揖斐川両岸とも大垣市である。また、揖斐川橋梁は両岸とも同じ地名である。

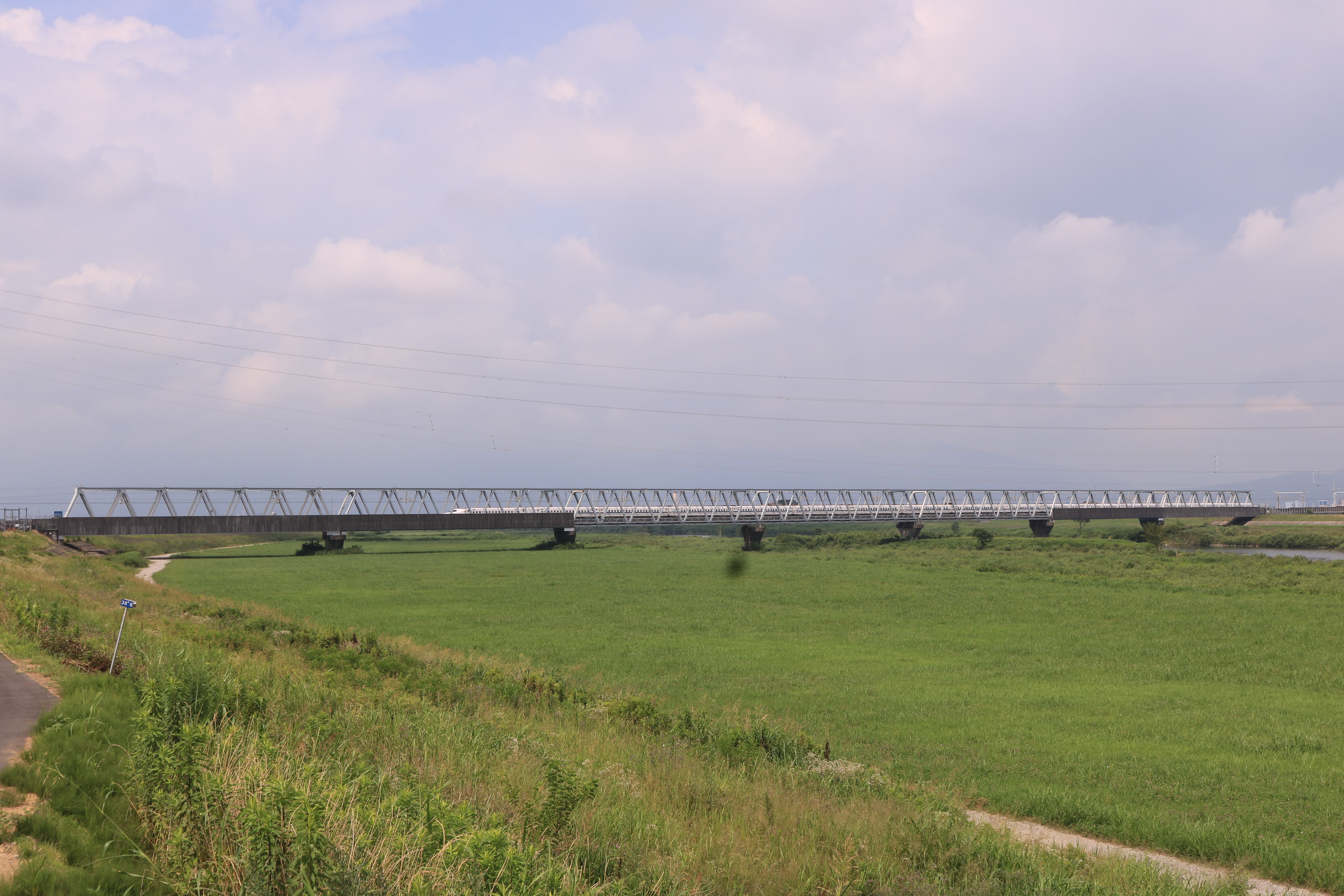
左岸の上流側から望む揖斐川橋梁